# Isolda Cresta
Isolda Cresta, nome artístico de Isolda da Costa Pinto (Rio de Janeiro, 18 de junho de 1929 — 4 de abril de 2009), foi uma atriz brasileira.

## Biografia
Filha de João Baptista da Costa Pinto e Rosa Maria Cerbino, filha de imigrantes italianos, adotou o sobrenome de sua avó paterna, Erminia Cresta, também filha de italianos.
Sua carreira artística começou no Teatro em 1960, e ela adotou o nome artístico de Isolda Cresta.
No Cinema, sua primeira participação foi em 1964, em “Viagem aos Seios de Duília”, ao lado de Rodolfo Mayer. Em Televisão, Isolda Cresta iniciou seus trabalhos na TV Tupi, em 1963, participando do “Grande Teatro Tupi”, e foi para Rede Globo de Televisão em 1973 para participar da novela de Dias Gomes, “O Bem Amado”, vivendo a personagem Odete.
Faleceu aos 79 anos do Rio de Janeiro vítima de um infarto..Foi sepultada no Cemitério São João Batista, em Botafogo.

## Carreira

### Televisão
| Ano  | Título                    | Personagem          |
| ---- | ------------------------- | ------------------- |
| 1995 | Explode Coração           | Cigana              |
| 1992 | Tereza Batista            | Paulina             |
| 1989 | Capitães da Areia         | —                   |
| 1987 | Corpo Santo               | Lourdes             |
| 1987 | O Natal da Grande Família | Dona Maria          |
| 1986 | Tudo ou Nada              | Adalgisa Paixão     |
| 1984 | Corpo a Corpo             | Verinha de Souza    |
| 1984 | A Máfia no Brasil         | —                   |
| 1983 | Bandidos da Falange       | Alzira, mãe de Rita |
| 1983 | Champagne                 | Paula               |
| 1980 | Plantão de Polícia        | Alcinda             |
| 1979 | Marron Glacê              | Amiga de Marta      |
| 1976 | Duas Vidas                | Vera                |
| 1976 | O Feijão e o Sonho        | Dona Aparecida      |
| 1975 | Pecado Capital            | Mafalda             |
| 1975 | Escalada                  | Serafina            |
| 1973 | O Bem-Amado               | Odete               |
| 1965 | 22-2000 Cidade Aberta     | Assassino           |
| 1961 | Grande Teatro Tupi        | —                   |

### Cinema
| Ano  | Título                     | Personagem                |
| ---- | -------------------------- | ------------------------- |
| 1964 | Viagem aos Seios de Duília | —                         |
| 1965 | Um Ramo para Luísa         | —                         |
| 1973 | Uma Rosa Para Você         | —                         |
| 1974 | A Rainha Diaba             | —                         |
| 1974 | O Segredo da Rosa          | Isolda                    |
| 1975 | O Monstro de Santa Teresa  | Angélica                  |
| 1977 | O Desconhecido             | Aurélia                   |
| 1978 | O Namorador                | —                         |
| 1979 | A Noiva da Cidade          | Dona Chiquinha            |
| 1982 | Dôra Doralina              | —                         |
| 1984 | Amor Maldito               | Testemunha/Vizinha do 506 |
| 1986 | O Homem da Capa Preta      | Mãe de Tenório            |

## Teatro[12]
- Sangue no Domingo (1960) - dir. Ziembinski
- Plá, Plé, Pli, Plutão (1960) - dir. Helio Monterrey
- D.Rosita, a Solteira (1960) - dir. Sérgio Viotti
- Frensei (1961) - dir. Henriette Morineau
- General de Pijama (1962) - dir. Aurimar Rocha
- Família pouco Família (1962) - dir. Antonio de Cabo
- Ratos e Homens (1962) - dir. Aurimar Rocha
- Um Bonde Chamado Desejo (1963) - dir. Flávio Rangel
- Boeing Boeing (1963) - dir. Adolfo Celi
- Os Azeredo mais os Benevides (1964) - dir. Nelson Xavier
- Pena Ela Ser o que Ela É (1964) - dir. Martim Gonçalves
- A Quinta Cabeça (1964) - dir. Maurício Sherman
- Depois da Queda (1964) - dir. Flávio Rangel
- Electra (1965) - dir. Antônio Abujamra
- Em Verde que te quero verde (1966) - dir. Amir Haddad
- As Troianas (1966) - dir. Paulo Afonso Grisolli
- Édipo Rei (1967) - dir. Flávio Rangel
- O Burguês Fidalgo (1968) - dir. Ademar Guerra
- O Avarento (1969) - dir. Henri Doublier
- Odorico, o Bem-Amado (1970) - dir. Gianni Ratto
- A Ratoeira (1970) - dir. Antonio de Cabo
- Tudo no Jardim (1971) - dir. Flávio Rangel
- Cordel (1971) - dir. Orlando Senna
- Ascensão e Decadência de Irene Satã (1972) - dir. Cláudio Torres Gonzaga
- Botequim (1973) - dir. Antônio Pedro
- O Cordão Encarnado (1974) - dir. Luiz Mendonça
- A Torre em Concurso (1974) - dir. Fernando Peixoto
- Gota D’Água (1975) - dir. Gianni Ratto
- Era Uma Vez Uma Ilha Deserta (1976) - dir. Paulo Afonso
- Woyzeck (1980) - dir. Paulo Afonso
- Hamlet (1981) - dir. Paulo Afonso
- Noites Brancas (1982) - dir. Paulo Afonso
- O Suicídio  (1982) - dir. Paulo Mamede
- Fausto (1983) - dir. Paulo Afonso
- A Milionária (1983) - dir. Paulo Afonso
- Édipo  (1983) - dir. Paulo Afonso
- A Garota do Gângster (1984) - dir. Paulo Afonso
- Bocage (1985)  - dir. Paulo Afonso
- A Casa de Bernarda Alba (1985) - dir. Roberto Vignatti
- Morte na Chácara (1986) - dir. Paulo Afonso
- Vestido de Noiva (1988) - dir. Paulo Afonso
- Encontro Marcado (1988) - dir. Paulo Afonso
- Torquato Neto: Vida, Paixão e Morte do Poeta (1990) - dir. Neila Tavares
- Soltos na Vida (1990) - dir. Paulo Afonso
- A Comédia dos Erros (1990) - dir. Cláudio Torres Gonzaga
- Os Sete Gatinhos (1991) - dir. Marcelo de Barreto
- Dorothea (1992) - dir. Carlos Augusto Strazzer
- Narizes Vermelhos (As Cachorras Quentes) (1993-1994) - dir. Luiz Carlos Góes